# فرودگاه بین‌المللی هاربین تایپینگ
فرودگاه بین‌المللی هاربین تایپینگ (به انگلیسی: Harbin Taiping International Airport) یک فرودگاه همگانی مسافربری با کد یاتا HRB است که یک باند فرود آسفالت دارد و طول باند آن ۳۲۰۰ متر است. این فرودگاه در شهر هاربین کشور چین قرار دارد و در ارتفاع ۱۳۹ متری از سطح دریا واقع شده‌است.

## شرکت‌های هواپیمایی و مقصدهای پروازی
| شرکت‌های هواپیمایی                                   | مقصدهای پروازی |
| --------------------------------------------------- | --- |
| ۹ ایر                                               | بایون گوآنگجو، هایکو میلان، نانجینگ لوکو، ونچو یونگچیانگ |
| آئروفلوت اجرا توسط آورورا                           | خاباروفسک ناوی، ولادی‌وستوک, یوژنو-ساخالینسک |
| ایر چاینا                                           | پکن، چنگدو شوانگلیو، چنگچینگ ییانگبی، Fuyuan، هانگجو ژیاشان، کونمینگ چانگشوی، شانگهای پودنگ، تیانجین بینهای، ویهای داشویبو |
| اژیا آتلانتیک ایرلاینز                              | چارتر: سووارنابومی، پوکت |
| آسیانا ایرلاینز                                     | اینچئون |
| بیجینگ کپیتال ایرلاینز                              | هانگجو ژیاشان، کینگدائو لیوتینگ، سانیا فونیکس، شیاژونگ ژنگدینگ، تیانجین بینهای، Tongliao، شی‌آن شیان‌یانگ |
| هواپیمایی شرقی چین                                  | بائوتو ارلیبان، پکن، چنگدو شوانگلیو، چنگچینگ ییانگبی، دالیان ژووشویزی، لانگ‌دونگ‌بائو گوئی‌یانگ، هانگجو ژیاشان، هیه، جیاگوداچی، کونمینگ چانگشوی، موهه گولیان، نانجینگ لوکو، نینگبو لیشه، اوردوس ایجین هورو، کینگدائو لیوتینگ، شانگهای هونگچیائو، شانگهای پودنگ، تیانجین بینهای، ونچو یونگچیانگ,ووهان تیانهه، سانن شوفانگ, شی‌آن شیان‌یانگ، یانتای چائوشوی، Yingkou، زوهای سانزاهو                                                                                               |
| هواپیمایی جنوبی چین                                 | بیهای فوچنگ، پکن، چانگشا هوانگهوا، چنگدو شوانگلیو، Fuyuan، بایون گوآنگجو، لانگ‌دونگ‌بائو گوئی‌یانگ، هایکو میلان، هانگجو ژیاشان، هفئی ژینگیاو، هیه، جینان یاکیانگ، کونمینگ چانگشوی، موهه گولیان، نانجینگ لوکو، نانینگ ووژو، نینگبو لیشه، کینگدائو لیوتینگ، Rizhao، سانیا فونیکس، شانگهای پودنگ، شنژن بن، شیاژونگ ژنگدینگ، تیانجین بینهای، اورومچی دیووپو، ووهان تیانهه، شی‌آن شیان‌یانگ، زیامن گائوچی، یانتای چائوشوی، ییچون لیندو، Yulin، Yuncheng، ژنگژو سین‌ژنگ، زوهای سانزاهو |
| هواپیمایی جنوبی چین                                 | چئونگ‌جو، نیئیگاتا، کانزای، اینچئون، تائویوان تایوان، ناریتا، ولادی‌وستوک فصلی: ایرکوتسک |
| China Southern Airlines اجرا توسط چونگ‌کینگ ایرلاینز | چنگچینگ ییانگبی، کینگدائو لیوتینگ، ژنگژو سین‌ژنگ |
| چاینا یونایتد ایرلاینز                              | پکن نانیوان |
| Donghai Airlines                                    | هایلار دنگشان، شنژن بن |
| ایستار جت                                           | چارتر: چئونگ‌جو |
| اوا ایر                                             | تائویوان تایوان |
| Fuzhou Airlines                                     | فوژو چنگل، تیانجین بینهای |
| گرند چاینا ایر                                      | پکن |
| هاینان ایرلاینز                                     | داتنگ بییازاو، بایون گوآنگجو، هفئی ژینگیاو، نانچانگ چانگبی، نانجینگ لوکو، کینگدائو لیوتینگ، شنژن بن، زیامن گائوچی |
| هبئی ایرلاینز                                       | شیاژونگ ژنگدینگ |
| ایر آئرو                                            | ایرکوتسک |
| جونیائو ایرلاینز                                    | شانگهای پودنگ |
| لاین ایر                                            | چارتر: انگوراه رای |
| LJ Air                                              | هفئی ژینگیاو |
| Loong Air                                           | چایفنگ ایولونگ، هانگجو ژیاشان، لینی شابولینگ، شنژن بن، Tongliao، سوژو گئوانئین |
| اوکی ایرویز                                         | چانگشا هوانگهوا، هیه، جیاگوداچی، جیاموسی دنگجیاو، جیشی شینکاهو، موهه گولیان، تیانجین بینهای، یانجی چائویانگ‌چون |
| چینگدائو ایرلاینز                                   | کینگدائو لیوتینگ |
| شاندونگ ایرلاینز                                    | چنگچینگ ییانگبی، جینان یاکیانگ، کینگدائو لیوتینگ، زیامن گائوچی، یانتای چائوشوی |
| شانگهای ایرلاینز                                    | انگوراه رای، جینینگ کوفو، شانگهای پودنگ، Tongliao |
| شنژن ایرلاینز                                       | پکن، چانگشا هوانگهوا، چانگجو بنیو، بایون گوآنگجو، لانگ‌دونگ‌بائو گوئی‌یانگ، هایکو میلان، هفئی ژینگیاو، جینان یاکیانگ، نانچانگ چانگبی، نانجینگ لوکو، نانینگ ووژو، نانتونگ زینگدونگ، کینگدائو لیوتینگ، سانیا فونیکس، شنژن بن، ووسو تائی‌یوان، یانگژو تایژو، یانتای چائوشوی، ژنگژو سین‌ژنگ |
| شنژن ایرلاینز                                       | هنگ کنگ |
| سیچوان ایرلاینز                                     | بیهای فوچنگ، پکن، چانگشا هوانگهوا، چانگجو بنیو، چنگدو شوانگلیو، چنگچینگ ییانگبی، گایلین لیانگ‌جیانگ، لانگ‌دونگ‌بائو گوئی‌یانگ، هایکو میلان، هانگجو ژیاشان، هفئی ژینگیاو، جینان یاکیانگ، کونمینگ چانگشوی، لانجو ژنگچوان، مانژولی ضیاجیاو، نانجینگ لوکو، نانینگ ووژو، نینگبو لیشه، سانیا فونیکس، شانگهای پودنگ، ووسو تائی‌یوان، تیانجین بینهای، ونچو یونگچیانگ، ووهان تیانهه، شی‌آن شیان‌یانگ، زیامن گائوچی، سوژو گئوانئین، یینچوان هیدونگ، ژنگژو سین‌ژنگ                            |
| سیچوان ایرلاینز                                     | ولادی‌وستوک |
| اسپرینگ ایرلاینز                                    | بیهای فوچنگ، هوای‌ان لیانشوی، شانگهای پودنگ، شنژن بن |
| اسپرینگ ایرلاینز                                    | سووارنابومی، ججو، ماکائو، چوبو سنترایر |
| Spring Airlines Japan                               | ناریتا |
| تیانجین ایرلاینز                                    | هایلار دنگشان، هوهوت بایتا، تیانجین بینهای |
| اورال ایرلاینز                                      | سووارنابومی، ایرکوتسک، یملیانو، تولمچوا، کولتسوو |
| وست ایر                                             | چنگچینگ ییانگبی، هوهوت بایتا |
| ژیامن ایرلاینز                                      | چنگچینگ ییانگبی، فوژو چنگل، هانگجو ژیاشان، لیانیونگانگ بایتابو، نانجینگ لوکو، کینگدائو لیوتینگ، تیانجین بینهای، سانن شوفانگ، زیامن گائوچی، یانچنگ نانیانگ، ژنگژو سین‌ژنگ |